# ホジャ・セフェル
ホジャ・セフェル （fl. 1536 – c. 1538)は16世紀の前半、オスマン帝国の船長としてインドのグジャラートで親オスマン軍を指揮した。オスマン帝国の船長セルマン・レイスによって任命されたホジャ・セフェルは、ディウ要塞を築いたポルトガル人に対して、 ディウでオスマン帝国の影響力を維持しようとした。 オスマン帝国とポルトガル人の間の紛争は、1538年にクジャラートのスルタンバハードゥル・シャーによるオスマン帝国の介入の要求に続いて、1538年にはディーウ攻囲戦が起きた。 